# RSG Group
RSG Group (Rainer Schaller Global Group) es un grupo internacional de gimnasios con domicilio social en Schlüsselfeld (Alta Franconia) y sede administrativa en Berlín, Alemania. Las marcas más conocidas del grupo son las cadenas de gimnasios McFit, John Reed y Gold's Gym.

## Historia

### Historia del nombre de la empresa
Rainer Schaller fundó McFit Fitness en 1996 con el concepto de gimnasios de bajo coste. Siguió una rápida expansión, con gimnasios exclusivamente autogestionados, y ya en 2008 se abrió el gimnasio número 100 en Múnich. Ese mismo año, la empresa cambió su nombre por el de McFit. Tras entrar en el mercado internacional, se convirtió en McFit Global Group en 2016 y, finalmente, cambió su nombre al actual RSG Group (Rainer Schaller Global Group) en 2019 con la expansión de otras divisiones de la empresa.

### Historia del Grupo

McFit fue fundada en 1996 (logotipo actual)

A mediados de la década de 1990, Rainer Schaller desarrolló el concepto de gimnasio low cost abierto las 24 horas del día bajo la marca McFit. Tras abrir el primer gimnasio en Würzburg, se abrieron otras sucursales en toda Alemania En 2007, McFit compró a su competidor Fit24. La empresa pasó a ser percibida como una de las figuras principales del sector. Ese mismo año, superó por primera vez los 100 millones de euros de facturació. Como socio publicitario de diversas producciones televisivas y eventos deportivos, se dio a conocer a un amplio público.
Tras la apertura de la sucursal número 100 en Múnich en 2008, se abrieron estudios en Austria y España en 2009. La entrada en Italia tuvo lugar en Verona en 2014. Ese mismo año, McFit adquirió la cadena italiana de gimnasios Happy-Fit con 14 sucursales, que pasaron a llamarse McFit.
En 2015, el grupo dio un paso hacia la diversificación de su modelo de negocio con la apertura de la cadena de gimnasios High5. Esto permitió explotar gimnasios en ciudades más pequeñas, que hasta entonces no habían sido económicamente interesantes para McFit. Con la marca John Reed Fitness, en 2016 se creó una oferta para el entorno urbano con la música como elemento central y altas exigencias en el interior. En 2018, Vito Scavo se hizo cargo de las operaciones de McFit Global Group Desde febrero de 2019, el grupo opera bajo el nombre de RSG Group. Según Statista, el grupo fue el proveedor de fitness con mayor número de miembros en Alemania en 2020. En el verano de 2020, el grupo adquirió Gold's Gym, una cadena de gimnasios estadounidense que se declaró insolvente a raíz de la pandemia de COVID 19, por 100 millones de dólares, con más de 70 gimnasios propios y más de 530 franquiciados en todo el mundo. Según los informes, a partir de 2023, la cartera de RSG Group incluye más de 900 gimnasios en más de 30 países. El propio Rainer Schaller fue director general hasta su fallecimiento el 21 de octubre de 2022. A partir del 12 de diciembre de 2022, Hagen Wingertszahn y el Dr. Jobst Müller-Trimbusch asumieron la dirección.

## Estructura de la empresa
El RSG Group es una sociedad de responsabilidad limitada con arreglo a la legislación alemana. Tras su fundación, Rainer Schaller asumió en solitario la dirección hasta su fallecimiento en octubre de 2022. Otros firmantes autorizados son Michaela Müller y Benno Strohmer. En el ejercicio 2017, el perímetro de consolidación del grupo comprendía ocho sociedades nacionales y ocho extranjeras, cuyos activos y pasivos se incluyen íntegramente en el balance consolidado. Las oficinas centrales del RSG Group, con sedes en Schlüsselfeld y Berlín, empleaban a 461 personas, incluidos seis altos directivos (a 31 de diciembre de 2020).

## Dirección
El Dr. Jobst Müller-Trimbusch y Hagen Wingertszahn han recibido el encargo de dirigir el RSG Group tras el fallecimiento de Rainer Schaller en otoño de 2022.

## Divisiones corporativas
El RSG Group es uno de los mayores grupos de gimnasios del mundo por ingresos y número de socios. Las distintas empresas y marcas del RSG Group ofrecen a sus clientes una amplia gama de servicios de fitness y bienestar, como entrenamiento de resistencia y fuerza, clases de fitness en grupo y entrenamiento personal. Además, RSG Group tiene otros negocios, como su propia agencia de modelos, un restaurante con espacio para eventos y una revista deportiva digital. También posee participaciones y asociaciones en gym80, Hero y Ron Miller.

## Marcas
(Selección a partir de 2023)

### McFit
McFit es la marca principal del RSG Group y, según su propia información, cuenta con más de 250 estudios en Alemania, Italia, Austria y España. La mayoría de los estudios están abiertos todo el año. La oferta incluye equipos para entrenamiento de resistencia, funcional y de fuerza, así como cursos de fitness. Para hacer posible la baja cuota mensual, se prescinde de ofertas de bienestar como la sauna.

### John Reed Fitness

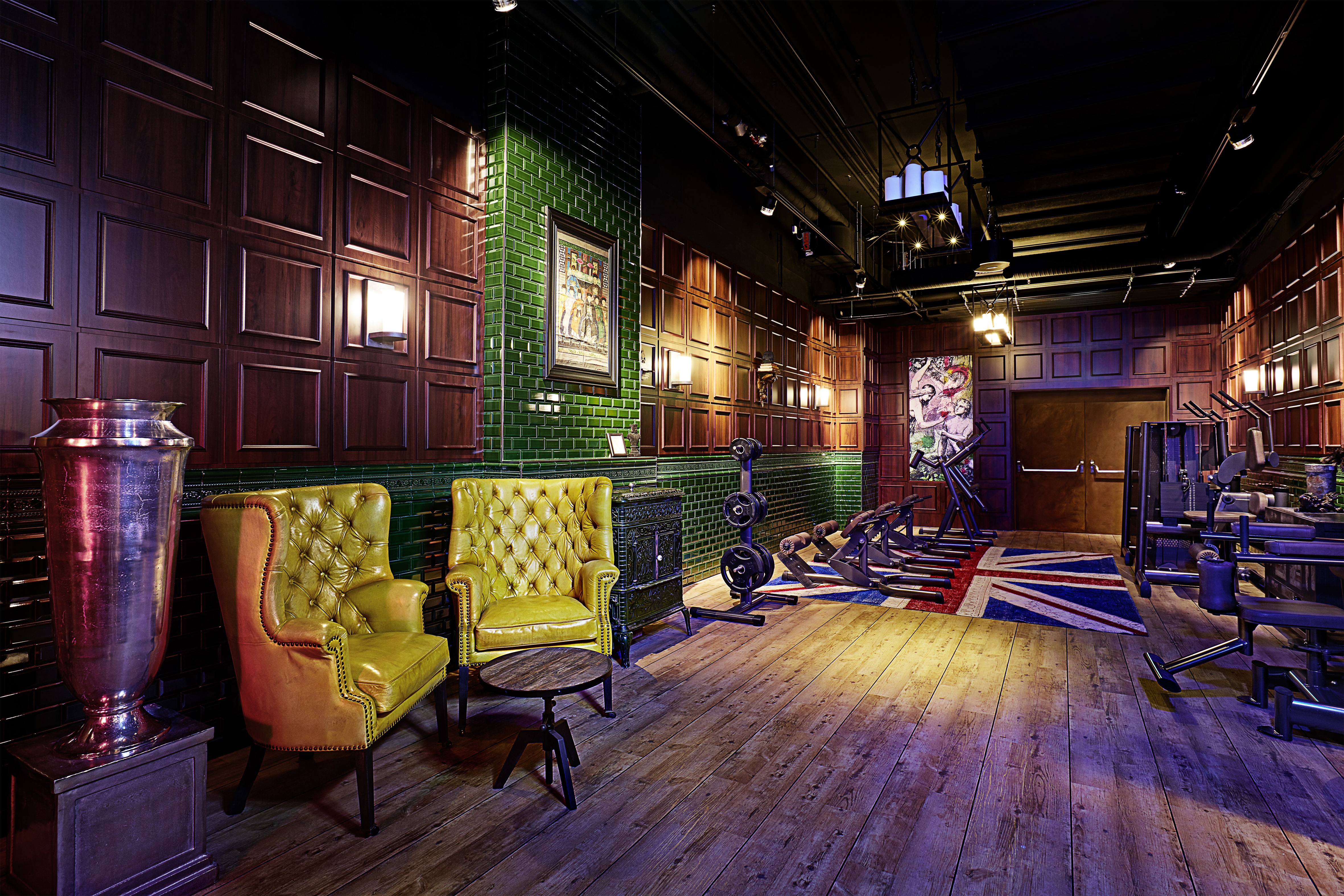
Estudio John Reed en Berlín

Los aproximadamente 50 estudios de la marca John Reed Fitness en 2023 se distinguen de los gimnasios habituales principalmente por el arte y la música especialmente comisariados, así como por los DJ en directo y el ambiente de club. Alrededor de un tercio de los estudios cuentan con instalaciones de bienestar adicionales, como sauna, piscina y bañera de hidromasaje. En 2021, el primer gimnasio de la marca John Reed en Norteamérica abrió sus puertas en Los Ángeles El estudio insignia de la marca en Europa se inauguró en Viena en septiembre de 2022.
John & Jane's es una submarca de John Reed cuya oferta se centra en clases de solo ejercicio en grupo de yoga, Pilates, barre y HIIT. El estudio de fitness boutique abrió sus puertas en Berlín en 2019 y cuenta con un espacio de entrenamiento adicional en The Reed at Alexanderplatz. The Reed es una mezcla de restaurante, cafetería, bar y espacio para eventos en la Alexanderplatz en Berlín y ofrece una variedad de usos. Acoge eventos musicales con artistas internacionales a intervalos regulares. En su interior hay un muro de LED de 20 metros de largo, uno de los más largos de Alemania. Lo utilizan una y otra vez distintos artistas que presentan allí sus obras digitales.

### Gold's Gym

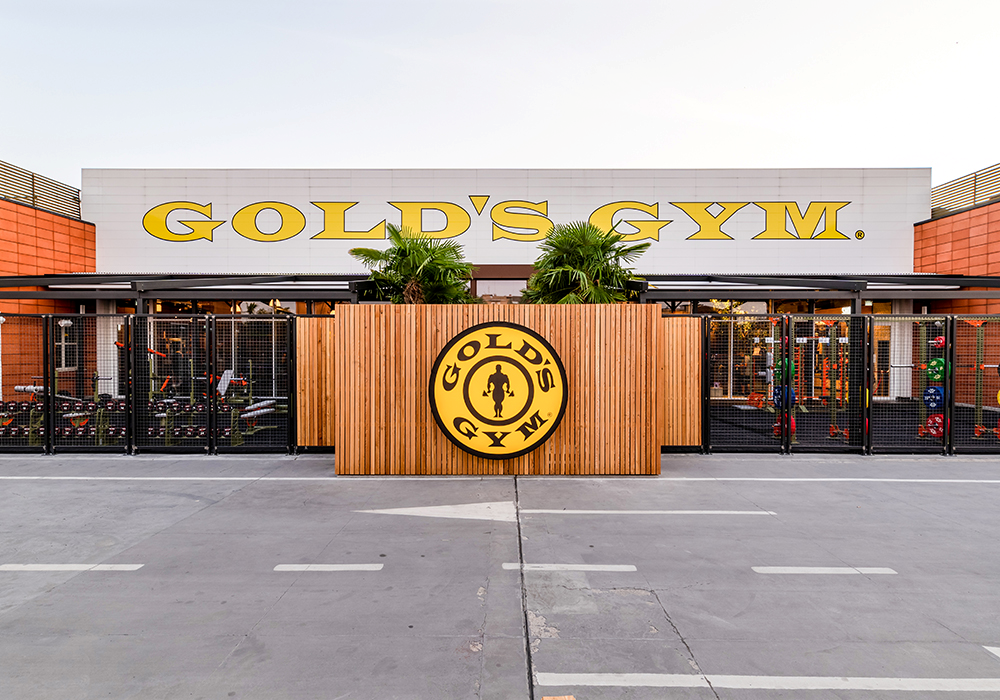
Gimnasio Studio Gold's Gym en Milán, inaugurado en 2022.

Desde 1965, Gold's Gym ha crecido hasta convertirse en una marca global con alrededor de 600 localidades, expandiéndose por seis continentes con tres millones de socios. Alrededor de 70 gimnasios son propiedad de la empresa y el resto se gestionen a través de franquicias. Personalidades famosas como Arnold Schwarzenegger y Lou Ferrigno se entrenaron en el originario Gold's Gym de Venice Beach. Diez meses después de la adquisición de Gold's Gym, RSG Group 2021 inauguró el estudio exposición de la marca en Berlín, Alemania, que cuenta con la certificación LEED Platinum.
Gold's Gym Nutrition es un proveedor internacional de nutrición deportiva y suplementos dietéticos adaptados a las necesidades individuales de los atletas.

### High5 Gym
Bajo la marca High5 Gym, la empresa creó una cadena de gimnasios en Alemania con una cuota mensual especialmente baja. El entrenamiento normal en aparatos puede combinarse con el entrenamiento funcional. 

### McFit Models
Bajo este nombre, el grupo gestiona una agencia de modelos en toda europea centrada en modelos deportivos. Los cazatalentos reclutan nuevos modelos masculinos y femeninos entre los miembros del estudio. La agencia da importancia a un aspecto saludable. Los modelos se utilizan principalmente para campañas deportivas.

### Loox
La revista centrada en el ejercicio atlético y la alimentación saludable se publicó en formato impreso de 2012 a 2014 y, desde 2018, se publica gratuitamente como revista en línea. En entrevistas periódicas, los famosos dan su opinión, así como los propios miembros de los estudios, que comparten sus historias personales de entrenamiento, entre otras cosas.

### Cyberobics
Cyberobics es un proveedor de cursos y entrenamientos digitales en vídeo con diferentes niveles de dificultad y con los objetivos de desarrollar la musculatura, perder peso, tonificar el cuerpo, entrenar la resistencia y aumentar la flexibilidad. Además, se ofrecen vídeos de entrenamiento sobre temas de bienestar, Pilates, baile, así como cursos con bicicletas estáticas y mancuernas.

## Asociaciones

### gym80
RSG Group ha equipado sus estudios con equipos gym80 desde el principio. En 2020, RSG Group adquirió una participación del 35% en el fabricante líder alemán de equipos de fitness gym80, convirtiéndose en el único inversor.

### Hero Workout
En 2020, RSG Group adquirió una participación del 50% en la start-up de fitness Hero Workout. La empresa ha desarrollado una app de entrenamiento con clases de fitness y entrenadores interactivos para principiantes, avanzados y profesionales.

### Ron Miller
Desde 2016, el dúo alemán de arte urbano Ron Miller forma parte del RSG Group. Detrás de ellos están los dos berlineses Ronny Kindt y Marcus Langenick. El leitmotiv de los artistas multidisciplinares es la representación de una icónica geisha. Sus obras pueden verse junto a las de otros artistas en muchos estudios de John Reed.

## Patrocinio
El RSG Group hizo publicidad con varias marcas del Grupo en el entorno de algunos programas de televisión alemana con el presentador Stefan Raab. Por ejemplo, McFit estuvo presente como socio publicitario en el programa “TV Total Turmspringen” 2007 y 2010. En 2013, un equipo de Loox compitió en la “Copa del Mundo de Wok de TV Total”. Además, McFit ha participado activamente como patrocinador en numerosos combates de boxeo de los hermanos Wladimir y Vitali Klitschko desde 2008, a quienes también se pudo ver en anuncios de la marca, entre otras cosas.

## Compromiso social
Desde 2009, el RSG Group apoya a la organización infantil y juvenil alemana "Die Arche" en toda Alemania. Además de las donaciones monetarias y materiales, el compromiso personal es también un componente importante de la cooperación a largo plazo. La empresa organiza y acompaña regularmente excursiones, fiestas y actividades con los niños de Die Arche.
En 2009, McFit donó un millón de euros a "Ein Herz für Kinder" McFit subastó en la campaña un partido de fútbol contra el equipo del FC Bayern de Múnich. El partido tuvo lugar en el Arena on Schalke con el equipo McFit Allstars ante 50.000 espectadores. Además, la empresa fundó la fundación "Torre del Sol - terapia para el alma", que apoya proyectos sociales en una granja de alpacas en Mallorca.